# John Elliotson

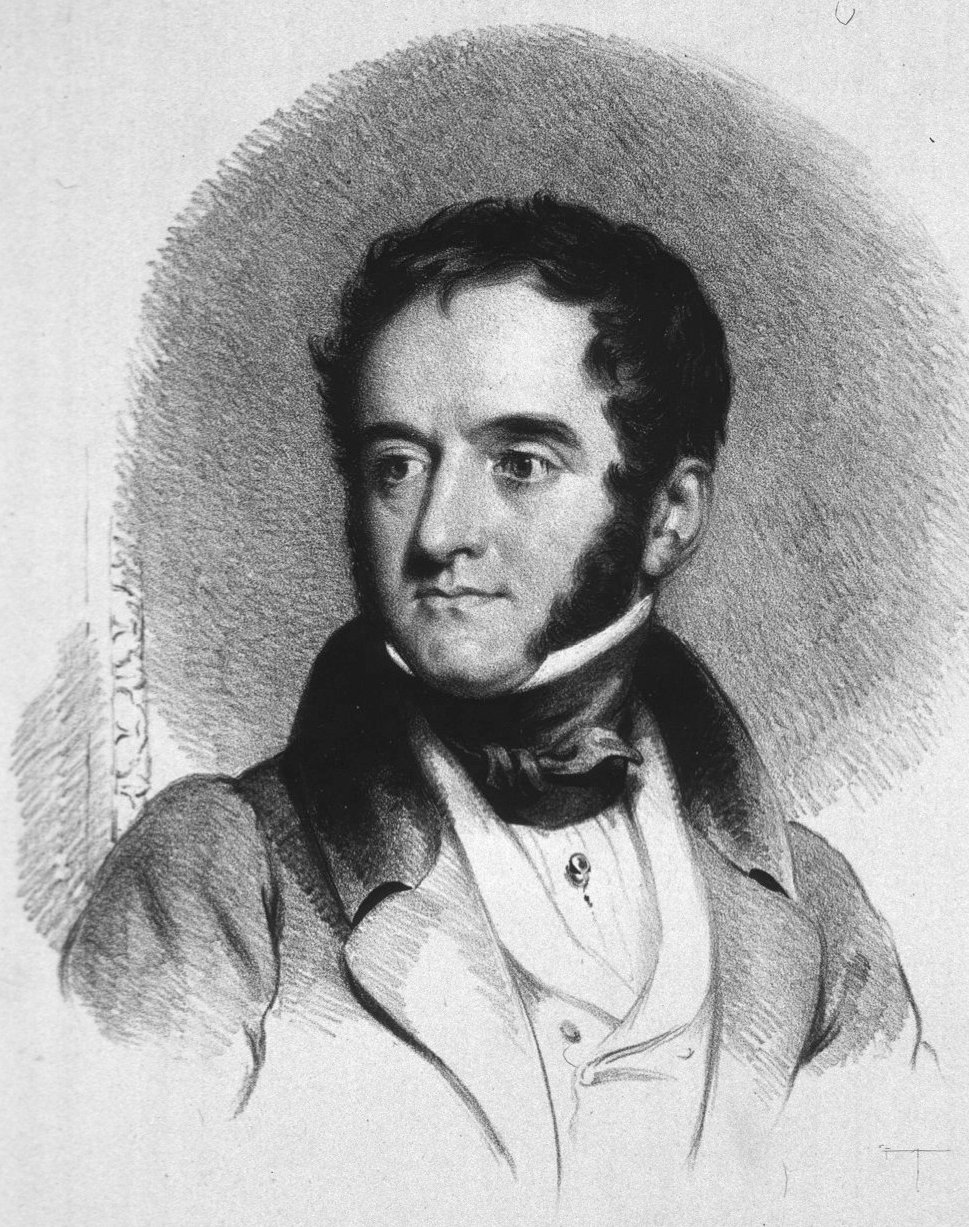
John Elliotson

John Elliotson (* 29. Oktober 1791 in Southwark, London; † 29. Juli 1868 in London) war ein britischer Arzt.
Elliotson wurde 1831 Professor an der Universität London; auf Druck der Zeitschrift The Lancet, die seine Praktik des Animalischen Magnetismus ablehnte, demissionierte er 1838. Von 1843 bis 1856 gab er die Zeitschrift The Zoist, die sich exklusiv dem Animalischen Magnetismus widmete, heraus. 1849 gründete er ein „Spital“, das sich der umstrittenen Praktik widmete.
Elliotson war Mitglied der Royal Society und der Royal College of Physicians.

## Schriften (Auswahl)
- Cases of the Hydrocyanic or Prussic Acid. 1820
- Lectures on Diseases of the Heart. 1830
- Principles and Practice of Medicine. 1839
- Human Physiology. 1840
- Surgical Operations in the Mesmeric State without Pain. 1843